# Paul Follen
Pour les articles homonymes, voir Follen.
Paul Jean Follen (né le 22 février 1812 à Lanvallay et mort à Paramé le 21 juillet 1887), négociant qui fut maire de Saint-Malo de 1884 à 1887.

## Biographie
Paul Jean Follen fils de Pierre et de Jeanne Marie Merel est originaire de l'actuel département des Côtes-d'Armor. Capitaine au long cours il se fixe à Saint-Malo où il devient négociant. Président du Tribunal de Commerce il entre au conseil municipal le 18 mai 1881. Après la démission de Louis Félix Martin en 1883 il est élu maire le 18 mai 1884 il reçoit les Palmes académiques le 1er janvier 1885 mais il doit se démettre pour raison de santé dès le 13 mai 1887; Il meurt à Paramé deux mois plus tard.

## Source
- Gilles Foucqueron Saint-Malo 2000 ans d'histoire  Foucqueron, Saint-Malo, 1999 p. 620.